# Reinhold Hanning
Reinhold Hanning, né à  Oerlinghausen (Helpup) en Allemagne, le 28 décembre 1921 et mort à Lage, le 30 mai 2017 est un ancien membre de la SS. Il avait le grade d'Unterscharführer (sergent) et fut l'un des gardes du camp d'Auschwitz. En 2013, il est poursuivi pour avoir été l'un des « rouages » de l'industrie de la mort que constituait Auschwitz. Son procès, symbolique, se déroulant plus de 70 années après les faits connait un important retentissement médiatique et se déroule à Detmold, de février 2016 à juin 2016. Le verdict le condamne à cinq années de réclusion mais Reinhold Hanning s'il reconnait sa participation, la regrette et s'en excuse, interjette un appel parce que, estiment ses avocats, il n'a pas commis directement de violences ou été directement responsable de meurtres. Il meurt 11 mois plus tard, ce qui éteint les poursuites entamées contre lui. Son procès a soulevé les questions de l'imprescriptibilité des crimes de guerre, de la culpabilité basée sur une participation passive et du fait de poursuivre si tardivement d'anciens membres subalternes des camps d'extermination.

## Éléments biographiques
Ouvrier dans une fabrique de vélos, à 18 ans, Reinhold Hanning, s'enrôle dans la Waffen-SS. Son unité intervient d'abord dans les Balkans puis sur le front de l'Est. En 1942, Reinhold Hanning a vingt ans, il est désormais membre de l’unité de division blindée Totenkopf de la SS. Début 1942, il est affecté à Auschwitz-I et intervient également au niveau de la rampe d'accès à Auschwitz II (Birkenau) où arrivaient les convois de la déportation des Juifs. Le Service central d’enquêtes sur les crimes nationaux-socialistes a pu établir qu'il y a servi jusqu'en juin 1944,. Il est arrêté en 1945 et reste détenu durant trois années. Il vit ensuite une vie normale et ne s'exprime pas sur son action durant la guerre. En 2013, la jurisprudence Demjanjuk le rattrape, des poursuites sont engagées.

### Son procès
Reinhold Hanning était poursuivi par le parquet de Dortmund. Quarante plaignants venus de Hongrie, des États-Unis, du Canada, de Grande-Bretagne ou d’Allemagne s'étaient constitués parties civiles.
Le 11 février 2016, son procès s'ouvre à Detmold, dans l'ouest de l'Allemagne, devant une juridiction allemande. Des experts, en automne 2015, avaient évalué que l'état de santé du nonagénaire était satisfaisant pour lui permettre d'y assister,. Toutefois, le procès devant durer douze jours, les médecins n'autorisent l'ancien sergent qu'à deux heures de présence par jour lors des audiences. En conséquence, le procès ne se tiendra que deux fois par semaine pour des séances de deux heures, il s'étalera donc sur une bien plus large période.
L'ancien garde d'Auschwitz est poursuivi pour complicité de meurtre de masse («Beihilfe zum Massenmord») d'au moins 170 000 personnes et encourt une peine allant de trois ans à la perpétuité soit quinze années incompressibles de réclusion. Il est assisté de deux avocats. Ce ne sont pas des agissements précis qui lui sont reprochés mais le fait d'avoir été un rouage dans la mise en œuvre de la solution finale au problème juif envisagée par les Nazis.
Reinhold Hanning, s'il reconnait bien avoir été l'un des gardes du camp d'Auschwitz nie cependant toute implication personnelle dans l'extermination des Juifs. Sur la question de savoir si les gardes de la SS étaient au courant des exécutions de masse à l'intérieur du camp, Serge Klarsfeld commente: « Bien sûr que le gardien savait que l'on tuait, il a participé à sa petite échelle, il est tout petit à côté des grands cadres, des criminels de la solution finale que nous avons mené devant les tribunaux allemands ».
Le procureur, Andreas Brendel, acquiert cependant la conviction que Reinhold Hanning fut bien davantage impliqué que ce qu'il laisse entendre. Des témoins, rescapés de la Shoah sont appelés à la barre,. Aucun d'entre eux ne se souvient personnellement de Reinhold Hanning, mais ils sont là pour témoigner des souffrances endurées dans l'enceinte d'Auschwitz et du comportement adopté par les gardes du camp.
À l'extérieur du tribunal, la foule est nombreuse. Les allemands sont « contre l'oubli ». Des heurts éclatent lorsque la révisionniste déjà connue pour ses esclandres lors de procès d'ex-Nazis, Ursula Haverbeck, arrive sur place.
La Réalité virtuelle est utilisée dans le cadre de son procès, il s'agit de la modélisation la plus précise jamais réalisée du camp d'Auschwitz. Ce modèle en trois dimensions a été développé par un expert en imagerie numérique de la police judiciaire de Munich, Ralf Breker. Il permet de se déplacer dans le camp à l'aide d'un casque de réalité virtuelle. Au départ d'une acquisition 3D du site, le modèle a été ensuite enrichi à l'aide des nombreux documents photographiques et des plans qui ont permis de reconstruire virtuellement les bâtiments détruits en 1945. La végétation de l'époque a également été reproduite. La précision scientifique du modèle permet de couper court à des argumentaires souvent évoqués consistant à dire que de l'endroit où d'anciens membres du personnel du camp étaient affectés, ils ne pouvaient rien percevoir du dispositif d'extermination nazi,.

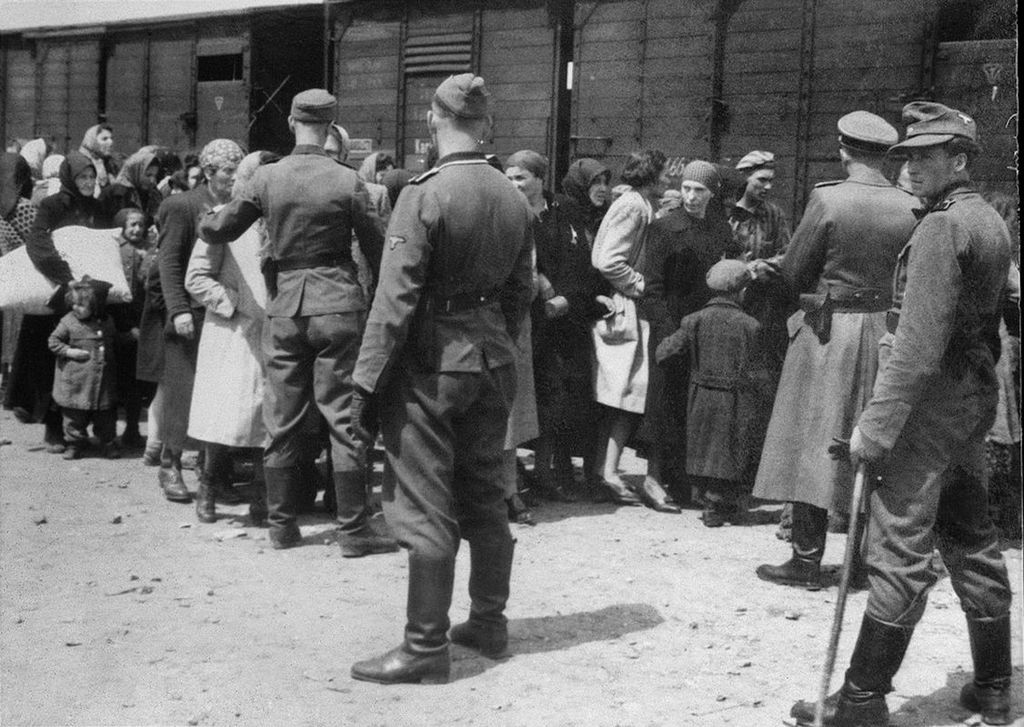
Les gardes SS à l'arrivée d'un convoi à l'été 1944.

Le procès se poursuit et le 29 février 2016, Reinhold Hanning évoque pour la première fois son activité dans le camp. 

« J'ai honte d'avoir laissé cette injustice se produire et de ne rien avoir fait pour l'empêcher [...] Je suis sincèrement désolé. »

 Il se livre davantage encore dans un écrit lu en séance par son avocat: 

« Je n'ai jamais pu parler de mon expérience à Auschwitz avec d'autres personnes. Ni à ma femme, ni à mes enfants, ni à mes petits-enfants. »

 Dans ce texte de 23 pages, Reinhold Hanning reconnait avoir été au courant à l'époque de la fonction véritable du camp. Il explique regretter d'avoir appartenu à une organisation criminelle responsable de la mort de millions d'innocents. Il conclut son écrit en disant: 

« Je regrette profondément d'avoir écouté une organisation criminelle qui est responsable de la mort de tant de personnes innocentes, pour la destruction d'innombrables familles et pour la misère, la détresse et les souffrances infligées aux victimes et à leurs proches. »

« Auschwitz était un cauchemar. J'aurais souhaité ne jamais y avoir été. »

Le 20 mai 2016, dans son réquisitoire, le parquet allemand requiert six années d'emprisonnement parce qu'il « a participé à l'entreprise d'anéantissement du camp. » précise le procureur et parce que « nous devons aux victimes de poursuivre encore aujourd'hui les crimes commis sous le joug nazi. »
La défense plaide l'acquittement en raison du fait « qu'il n'avait jamais personnellement tué, frappé ou maltraité quiconque dans son rôle de garde du camp. »
Le verdict est rendu, après un procès qui aura finalement duré 4 mois, le 17 juin 2016 et condamne Reinhold Hanning à cinq années de réclusion. Invoquant enfin un semblant de justice, la juge, Anke Grudda, a motivé la sanction: « Vous avez travaillé près de deux ans à Auschwitz et avez ainsi soutenu le génocide ».
Reinhold Hanning interjette un appel. Le 30 mai 2017, Reinhold Hanning meurt à Lage près de Detmold ce qui éteint les poursuites pénales lancées à son encontre,.

## Des poursuites tardives
Lors du procès de Nuremberg, 106 000 soldats ont été accusés de crimes de guerre. 13.000 dossiers furent instruits et jugés, ils débouchèrent pour la moitié d'entre eux sur des condamnations, seuls 7 pour cent d'entre eux concernaient des crimes de guerre directement liés à la Shoah.
Le camp d'Auschwitz, à lui seul est la cause d'1 100 000 morts dont 1 000 000 de Juifs. Sur les 6 500 SS à Auschwitz, seuls une cinquantaine ont été jugés dans le cadre de différents procès.
Consultée en 1969, la Cour fédérale de justice allemande avait estimé que la simple appartenance au personnel des camps ne suffisait pas pour justifier une condamnation et qu'il convenait en conséquence d'apporter la preuve d'une implication personnelle pour que les poursuites puissent être engagées.

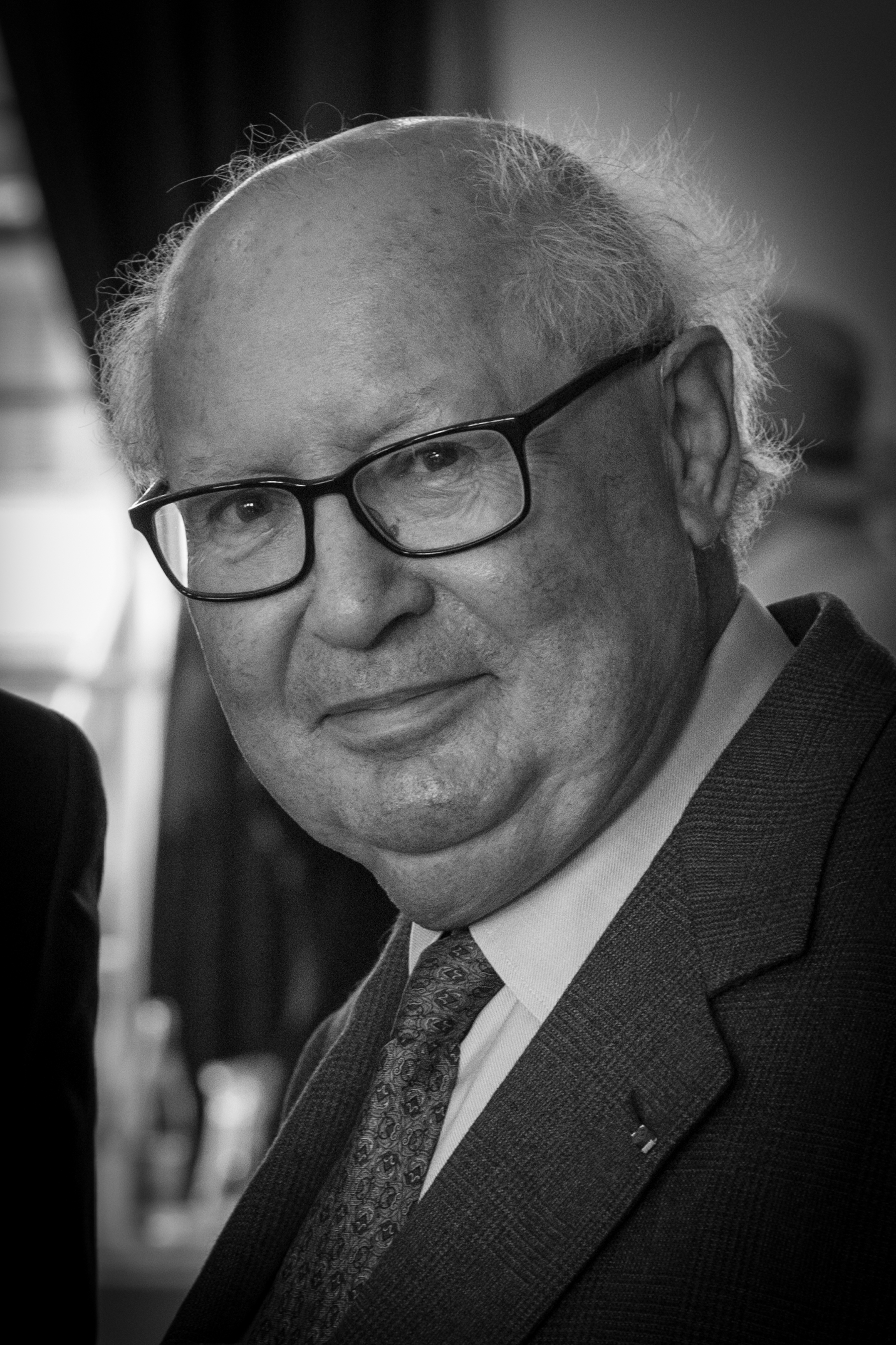
Serge Klarsfeld en septembre 2015.

L'Allemagne qui a rechigné pendant 50 ans à juger les dignitaires nazis entend désormais juger des subalternes qu'ils considèrent a priori coupables à moins qu'ils ne fassent la preuve de leur innocence, explique Serge Klarsfeld.
« Une tendance qui s'est inversée. Comme le montrait le réalisateur italien, Giulio Ricciarelli, dans « Le Labyrinthe du silence », l'Allemagne a longtemps connu un omerta sur les crimes de la Solution finale, en raison de la forte présence d’anciens nazis dans la magistrature ».

Si certain, comme le président du Congrès juif mondial, Ronald Lauder se félicitèrent du jugement rendu dans le dossier Hanning, estimant qu'« il a eu la sentence qu'il méritait ». D'autres voix apportant d'autres nuances se sont élevées, telle celle de Serge Klarsfeld, celui-là même qui, des années durant, traqua les anciens dignitaires nazis pour les voir traduits en justice: 

« On se retrouve dans les tribunaux face à des criminels qui ont entre 90 et 100 ans et qui occupaient des fonctions subalternes dans les camps. On les condamne sans savoir ce qu’ils ont fait exactement, la plupart des témoins de ces crimes sont morts. Et ils écopent de peines légères, que leur état de santé ne leur permet de toute façon pas de réaliser. »

Pour le Centre Simon-Wiesenthal, 

« Il est primordial de maintenir ces poursuites judiciaires même des décennies après, car le temps qui passe ne diminue pas l’horreur des crimes commis, insiste l’historien israélien Efraim Zuroff, directeur du bureau israélien du centre Wiesenthal. Leur vieillesse ne devrait pas protéger ces criminels de guerre quand eux-mêmes n’ont eu aucune sympathie pour les personnes qu’ils ont tuées ou participé à tuer. »

 Son directeur, Efraim Zuroff poursuit : « Nous devons le faire pour les victimes de l’Holocauste et pour lutter contre le négationnisme qui se répand, particulièrement dans les pays d’Europe de l’Est. »
En 2008, l'Allemagne adapte ses textes de lois pour y intégrer la notion de participation passive à des meurtres de masse l'autorisant désormais à poursuivre d'anciens Nazis pour leur seule appartenance à une organisation criminelle et tandis qu'aucun fait précis ne peut leur être attribué.
L'année suivante, le premier procès s'appuyant sur cette base légale élargie débute. Il s'agit du procès de John Demjanjuk, ex-gardien de Sobibor. Le verdict est rendu en 2011, le prévenu est condamné à cinq années d'emprisonnement et meurt avant que ne soit traité son appel.
En 2012, le Centre Simon-Wiesenthal publie la liste de dix dignitaires nazis encore activement recherchés et qu'il souhaite voir jugés. C'est en 2012 également que le Service central d’enquêtes sur les crimes nationaux-socialistes a orienté ses recherches sur les anciens gardes des camps de concentration allemands.
En 2015, 29 dossiers sont transmis au parquet, cette même année, Oskar Gröning est jugé et condamné à 4 années de réclusion pour sa complicité dans la mort de 300 000 personnes. En 2016, 70 dossiers sont ouverts.
Dès l'entame du procès de Reinhold Hanning, trois autres procès sont d'ores et déjà programmés. Ces personnes sont poursuivies pour les mêmes motifs. Il concerne une femme, Helma Kissner (pl), ancienne opératrice radio à Auschwitz et deux hommes, Ernst Tremmel et Hubert Zafke (en) dont les jugements sont programmés pour les semaines suivantes,.
Helma Kissner est déclarée inapte à être poursuivie en raison de son âge avancé. Ernst Tremmel décède quelques jours avant son procès à l'âge de 93 ans. Le procès d'Hubert Zafke, rendu chaotique en raison de l'état de santé du prévenu, est finalement arrêté, Hubert Zafke ayant été déclaré inapte à être poursuivi. Il meurt en 2018.
En octobre 2019, 23 dossiers de ce type sont encore à l'instruction et en attente d'un jugement devant la juridiction allemande.

## Autres personnes faisant ou ayant fait l'objet de poursuites similaires
Aksel Andersen (pl), Algimantas Dailidė, John Demjanjuk, Bruno Dey, Oskar Gröning, Helma Kissner (pl), Helmut Oberlander, Jakob Palij (pl), Helmut Rasbol (pl), Johann Rehbogen, Johann Robert Riss (pl), Alfred Stork (it), Ernst Tremmel, Hubert Zafke (en).